# Manhunt (serie de videojuegos)
Manhunt es una serie de videojuegos de acción, de sigilo y del tipo survival horror. Es creada principalmente por Rockstar North y es distribuida por Rockstar Games. Es uno de los videojuegos más polémicos y también censurados hasta la fecha.

## Descripción
Manhunt cuenta la historia de varios asesinos seriales que deben escapar hacia la libertad o nuevas oportunidades de vida. En el caso de Manhunt, el personaje principal, James Earl Cash, un criminal supuestamente condenado a muerte por inyección letal, y liberado por un malvado director de películas snuff, debe escabullirse sigilosamente y asesinar a cualquiera que intente descubrirlo o detenerlo. Existen 3 tipos diferentes de ejecuciones:
- Rápidas: Son las más fáciles de realizar y duran poco tiempo. Son marcadas de color blanco.
- Violentas: Llevan más tiempo y uno debe prepararse antes de realizarlas. Son marcadas de color amarillo.
- Sangrientas: Son las más difíciles de hacer, ya que requieren mucho tiempo. Son marcadas de color rojo.

En Manhunt 2, Daniel Lamb, el protagonista, se presta como sujeto de pruebas para el experimento Pickman Bridge (del inglés: Puente Pickman), perteneciente al Pickman Project (del inglés: Proyecto Pickman), donde se implanta una personalidad ajena en la cabeza del sujeto de pruebas, en este caso, implantaron en Daniel la personalidad de Leo Kasper, un asesino, psicópata y exagente gubernamental, que logró imponer su voluntad para actuar con en el cuerpo de Daniel, y hacer que Daniel olvidara su pasado. La mecánica de ejecuciones es la misma que en Manhunt, solo que hay mayor variedad puesto que se presentan de color rojo las ejecuciones con armas de fuego (acción exclusiva de algunas versiones), ejecuciones ambientales (marcados con una calavera en el radar), o cuando se hacen ejecuciones aéreas para las cuales debes estar en un lugar más alto y a cierta distancia. Daniel deberá escabullirse sigilosamente y asesinar a diversos mercenarios y grupos que intenten detenerlo para recordar su pasado.

## Videojuegos
- El 18 de noviembre de 2003 salió a la venta Manhunt para PlayStation 2. Luego fue lanzado para Xbox y Microsoft Windows el 20 de abril de 2004.
- El 29 de octubre de 2007 salió a la venta Manhunt 2 para PlayStation 2, PSP y Wii. Luego fue lanzado para Microsoft Windows el 6 de noviembre de 2009.

## Ciudades de la serie

### Ciudades ficticias
- Carcer City: Ciudad donde se desarrolla Manhunt. Inspirado en Detroit.
- Cottonmouth: Ciudad donde se desarrolla Manhunt 2. Está situada en Florida.

## Controversias
La serie Manhunt ha sido una fuente de controversia incluso antes del lanzamiento del primer título.
Aparte de la sensibilidad del tema de Manhunt, la controversia que rodea el juego se deriva a la manera muy gráfica en la que el jugador ejecuta enemigos, que son conocidos como cazadores en el juego. Los niveles de asesinatos son cada vez más violentos y sangrientos y el juego anima a los jugadores a ejecutar a los enemigos tan brutalmente como sea posible, y los premios son niveles más altos de salud. Este último premio solo en Manhunt 2.
También ha sido acusada de influir en asesinatos, por lo que Rockstar Games tuvo problemas judiciales debido a un asesinato perpetuado por un joven supuestamente obsesionado con el primer Manhunt. Tiempo después se descubrió que el joven no asesinó inspirado por el juego, si no por una discusión de amigos, asesinando al compañero con un martillo de carpintero.

### Sitios oficiales
- Sitio oficial de Manhunt
- Sitio oficial de Manhunt 2

### Sitios relacionados
- Manhunt Wiki

- Project Manhunt

- Datos: Q6749369